# Ostatni dzień lata (film 2007)
Ostatni dzień lata (ang. The Last Day of Summer, 2007) – amerykański pełnometrażowy film familijny, wyprodukowany przez Nickelodeon.

## Opis fabuły
Trójka przyjaciół – Luke, A.J. i Riley cieszą się ostatnim dniem wolności i ostatnim dniem lata. Jutro zaczyna się szkoła, a wraz z nim nowe obowiązki. Luke, patrząc na to wszystko, pragnie, aby ten dzień nigdy się nie skończył. Jego życzenie zostaje spełnione. Teraz Luke będzie przeżywał ostatni dzień lata na okrągło, dopóki nie odnajdzie z niego wyjścia.

## Obsada
- Brendan Christopher Miller – Snake
- Denyse Tontz – Alice Keefe
- Creagen Dow – Gus
- Kayla Henry – Stephanie
- Alexandra Krosney – Diana Malloy
- Bailee Madison – Maxine
- Jennette McCurdy – Dory Sorenson
- Jansen Panettiere – Luke Malloy
- Nicholas S. Sorrinson – Cronie
- Eli Vargas – Riley
- Jessica Tuck – Pani Malloy
- Cody Benjamin Lee – Travis
- Sean Whalen – Pan Molesky
- Retson Ross – Obserwator konkursu talentów